# Aristolochia fordiana
Aristolochia fordiana är en piprankeväxtart som beskrevs av William Botting Hemsley. Aristolochia fordiana ingår i släktet piprankor, och familjen piprankeväxter. Inga underarter finns listade i Catalogue of Life.